# Ni däruppe - vi härnere
Ni däruppe - vi härnere är en reportagebok från 1974 av Günter Wallraff och Bernt Engelmann.
Boken handlar om olika inflytelserika personer i Västtyskland som till exempel huset Thurn und Taxis.